# Nevado de Incahuasi
Nevado de Incahuasi nebo jen Incahuasi (z kečuánského pojmenování hory Inka wasi, tj. Inkův dům) je stratovulkanický komplex sestávající ze dvou stratovulkánů. Aktivní sopka nadmořské výšky 6640 metrů se nachází na hranicích Argentiny a Chile, konkrétně na hranicích argentinské provincie Catamarca a chilského regionu Atacama, asi 20 km severovýchodně od vulkánu Ojos del Salado. Komplex leží na starší, 3,5 km široké kaldeře a je tvořen dacitovými, andezitovými a čedičovýmilávovými proudy. Na severovýchodních svazích se nacházejí čtyři mladé, pyroklastické dómy.

## Historie
V několika starších zdrojích se objevují zmínky, že jako první vystoupil na vrchol Incahuasi někdy mezí roky 1854 – 1859 britský inženýr Edward Flint, který severně od sopečného komplexu prováděl průzkum pro uvažovanou stavbu železnice. V roce 1912 zdolal vrchol sopky německý geomorfolog a geolog Walther Penck (1888 –1923).